# Chiesa di San Giovanni Battista (Celano)
La chiesa di San Giovanni Battista è un edificio religioso che si trova a Celano, in provincia dell'Aquila e diocesi di Avezzano; fa parte della forania di Celano.

## Storia
La costruzione della chiesa di San Giovanni Battista risale al XIII secolo dopo la ricostruzione del centro abitato di Celano a seguito della distruzione nel 1224 da parte di Federico II di Svevia come punizione nei confronti del conte Tommaso.
Nel 1406 il conte Nicola che la elesse a propria sepoltura, vi fece traslare dalla vecchia chiesa feudale di Sancti Joannis Caput Aquae (successivamente dedicata alla Madonna delle Grazie) i corpi dei martiri Simplicio, Costanzo e Vittoriano, che erano stati a loro volta rinvenuti nell'XI secolo dal Vescovo dei Marsi Pandolfo, che li aveva appunto collocati nella chiesa altomedievale.
Nel corso del XV secolo Jacovella da Celano e Odoardo Colonna durante la loro breve unione si occuparono delle decorazioni della chiesa.
Intorno al 1440 Andrea De Litio, che in quel periodo collaborò con il Maestro di Beffi, realizzò l'affresco raffigurante la Madonna col Bambino.
Nel XVIII secolo la chiesa fu modificata in stile barocco, con l'abbassamento delle volte e la copertura degli affreschi con degli stucchi.
I terremoti hanno segnato più volte la vita della chiesa, come per il terremoto dell'Aquila del 1703 e il terremoto della Marsica del 1915. A seguito di quest’ultimo venne distrutta l’abside e la copertura della navata centrale, sostituita con delle volte.

## Descrizione

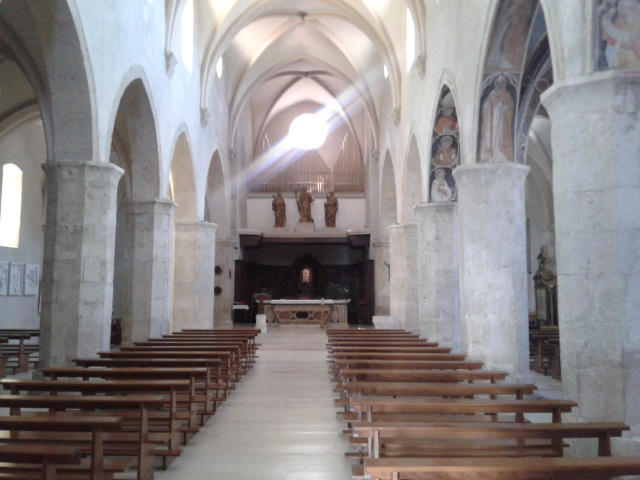
La navata centrale

La facciata della chiesa è a doppio spiovente. Non presenta particolari ornamenti ed è chiusa lateralmente da due lesene verticali. Una cornice orizzontale divide in la parte in basso con il portale da quella in alto con il rosone. Lungo gli spioventi si trova un motivo ad archetti a tutto sesto.
Il portale a strombo è in stile romanico ed è costituito da pilastri di sezioni diverse che poggiano su basi decorate: Da questi pilastri partono una serie di arcate chiuse in alto da una cornice rinascimentale decorata da putti e motivi vegetali. La lunetta è ornata da una pittura quattrocentesca raffigurante la Madonna col Bambino tra due santi. Sui battenti lignei anch’essi del quattrocento sono scolpiti i santi Giovanni Battista ed Evangelista.
Il rosone è in stile gotico, è costituito da una raggiera di dodici colonnine collegate ad archetti trilobati ed è chiuso da una cornice con decorazione a fiori e putti.

### Interno
La chiesa, d'impostazione romanica con influssi gotici, ha una struttura a tre navate con presbiterio. Le navate sono costituite da sei arcate ogivali poggianti su piloni in pietra. I piloni hanno basi ottagonali e capitelli di forme diverse. La copertura è a volta.
A seguito dei lavori di restauro successivi al terremoto del 1915, sono stati rinvenuti nelle volte, nelle pareti e nei pilastri della navata destra, che è l'unica rimasta originaria, degli affreschi quattrocenteschi che inizialmente dovevano coprire l’intera chiesa. 
All'interno è collocato l'organo a canne, a trasmissione elettrica, costruito dall'organaro pescarese Antonio Di Renzo. Completato ed inaugurato nel 1987, consta di 20 registri distribuiti su due manuali e pedaliera.

#### Apocalisse
L'affresco del Giudizio Finale, situato nella chiesa dei Santi Giovanni Battista e Giovanni Evangelista di Celano (provincia dell'Aquila, Abruzzo), è un'opera artistica di grande valore storico e culturale. La chiesa, edificata nella seconda metà del Duecento e ancora oggi caratterizzata da elementi romanici, ha subito numerosi restauri a causa dei frequenti terremoti che l'hanno colpita nel corso dei secoli. L'affresco, recentemente restaurato, si trova nella navata di destra e rappresenta una straordinaria testimonianza della pittura medievale abruzzese, attribuita a maestri locali noti per la loro abilità.
L'affresco è suddiviso in tre scene principali che narrano il tema del Giudizio Finale, ovvero il momento del secondo avvento di Cristo: il Cristo giudice, gli angeli trombettieri e la risurrezione dei morti.
- Il Cristo Giudice: La figura centrale dell'affresco è quella di Cristo, raffigurato a torso nudo, con le mani alzate e le piaghe delle mani e del costato ben visibili, simbolo della sua passione e sacrificio per la salvezza dell'umanità. La scena è dominata dalla potenza di Cristo, che appare dal cielo, seduto sul trono del Giudizio, circondato da angeli serafini di colore rosso. Il nimbo crucifero sopra la sua testa (un'aureola bianca segnata da una croce rossa) accentua la sacralità della figura[7].
- Gli Angeli Trombettieri: Alla destra di Cristo, due angeli vestiti di bianco sono raffigurati mentre suonano lunghe trombe, chiamando i morti provenienti dai quattro angoli del mondo per il Giudizio Universale. La postura degli angeli, inginocchiati sulle nuvole, conferisce una sensazione di movimento dinamico e solennità[7].
- La Risurrezione dei Morti: La scena della risurrezione è particolarmente suggestiva e ricca di dettagli. Tre corpi nudi emergono dalla terra, risorgendo e pregando in segno di salvezza. Altri tre corpi si sollevano dai loro sepolcri di marmo bianco. La scena toccante di due cari che si abbracciano e si aiutano a sollevarsi dalle tombe, mentre guardano verso il cielo dove appare Cristo, aggiunge un'intensa carica emotiva all'opera[7].

Una caratteristica singolare e rara nell'arte occidentale è la rappresentazione dei resti dei morti divorati dalle bestie feroci. Un'aquila rapace, un lupo e un orso vomitano teste e mani di corpi sbranati, che vengono restituiti alla vita, un riferimento all'iconografia bizantina.
L'affresco si inserisce nel contesto della pittura medievale abruzzese, ma la sua iconografia e alcune soluzioni stilistiche rivelano anche influenze bizantine. La resa espressiva delle figure e la simbologia del Giudizio Finale riflettono una tradizione che, pur restando fedele ai canoni occidentali, si arricchisce di elementi provenienti dall'arte orientale, in particolare per quanto riguarda la risurrezione dei morti e la raffigurazione delle bestie feroci.
L'affresco ha subito danni nel corso dei secoli, dovuti sia a eventi sismici che al naturale degrado dei materiali. Tuttavia, grazie a recenti interventi di restauro, è stato possibile riportare in vita gran parte dei dettagli pittorici e apprezzare la maestria dei pittori abruzzesi. L'opera è oggi un esempio di come l'arte medievale possa essere preservata e rivitalizzata, continuando a trasmettere il suo messaggio spirituale e culturale.
L'affresco del Giudizio Finale nella chiesa dei Santi Giovanni Battista e Giovanni Evangelista di Celano rappresenta una delle più significative opere artistiche dell'Abruzzo medievale. La sua raffigurazione del secondo avvento e della risurrezione dei morti, unita all'originalità delle scene e alla ricchezza iconografica, la rende un esempio raro e affascinante dell'arte religiosa medievale, in grado di colpire per la sua intensità spirituale e per la bellezza delle immagini.